# Arka (stoel)
De Arka is  een windsorstoel uit 1955 van de Zweedse architect, houtbewerker en meubelontwerper Yngve Ekström voor het Zweedse bedrijf Stolab.
Het ontwerp is uitgevoerd in hout en gelamineerd hout en kent varianten in eiken en berken, eenkleurig afgewerkt in transparante lak of gedekte kleuren. Het ontwerp is gebaseerd op drie cirkels. De rugleuning gaat hoefijzervormig over in armleuningen op gedraaide spijlen. Het zitvlak heeft een gelijkmatige welving. Van boven gezien heeft de zitting een omtrek uit twee cirkelbogen die elkaar snijden voorbij de laatste spijlen van de leuning. Bij de fabrikant is een bijpassend inlegkussen voor de zitting verkrijgbaar. Zowel de spijlen van de leuning als de poten zijn rond. De vier poten lopen vanaf de zitting taps toe en hebben geen onderlinge verbinding. Voor transport kunnen ze losgemaakt worden. De spijlen verjongen naar beide einden.
Met een breedte van 72 centimeter bij een diepte van 54 en een hoogte van 67 is het een opvallend brede stoel.
De naam Arka verwijst naar de bogen van Romeinse arcades. Het Zweedse Möbeldesignmuseum heeft een exemplaar in de collectie.